# Деревщикова, Екатерина Александровна
Екатерина Александровна Деревщикова (18 мая 1929, Москва — 19 октября 2006, там же) — советская актриса кино, заслуженная артистка Российской Федерации (1999).

## Биография
Е. А. Деревщикова родилась 18 мая 1929 года в Москве в семье дипломата. Отец в 1934 году был арестован и вскоре умер от тифа.
Впервые Катя Деревщикова появилась на киноэкране в фильме Александра Разумного «Личное дело» (1939). Роль Жени в знаменитом детском фильме «Тимур и его команда» принесла юной актрисе всесоюзную славу.
В 1944 году без экзаменов стала студенткой сразу второго курса ВГИКа.
В возрасте 17 лет сыграла роль Катерины в сказке «Каменный цветок». В том же году снялась в главной роли в комедии «Центр нападения».
В 1950-е годы, выйдя замуж, жила в Киеве, работала в Театре имени Леси Украинки.
Первый муж — киевский режиссёр, актёр Игорь Земгано (Юцевич).
После развода уехала из Киева в Москву, где перебивалась временными заработками. C середины 1960-х годов работала в Центральном театре кукол С. В. Образцова.
Второй муж — поляк Пётр Щчесьневски.
Сын Фёдор от первого брака увлекался живописью, писал иконы, реставрировал картины, на заработках в Тамбове заболел гепатитом и умер в 35 лет.

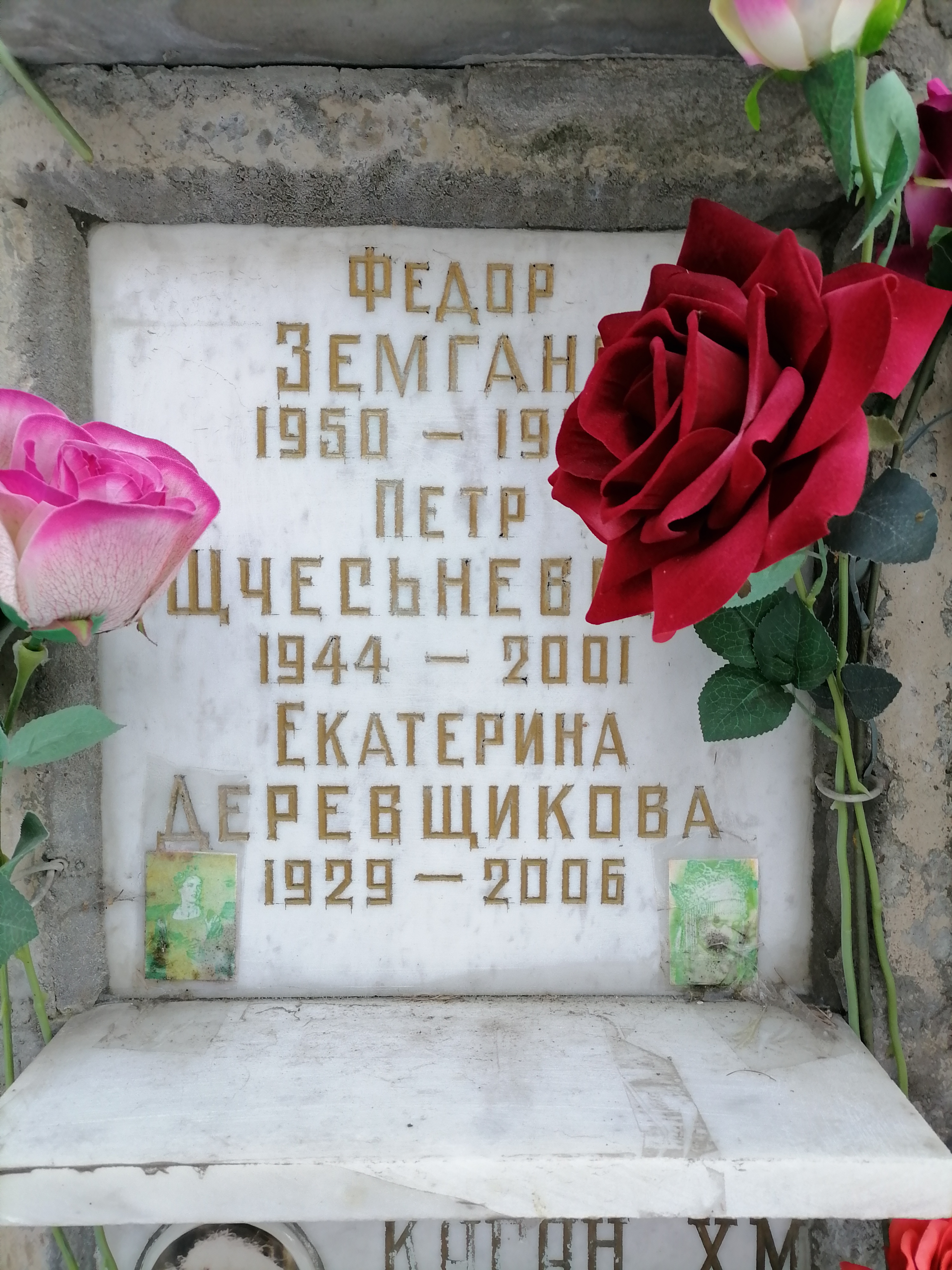
Могила на Донском кладбище

Скончалась в одиночестве на 78 году жизни 19 октября 2006 года. Кремирована, похоронена в Москве на Донском кладбище (колумбарий 22, секция 16).

## Фильмография
| Год  |   | Название                               | Роль                       |
| ---- | - | -------------------------------------- | -------------------------- |
| 1988 | ф | Дон Жуан (фильм-спектакль)             | эпизод                     |
| 1985 | ф | Приключения Буратино (фильм-спектакль) | Буратино                   |
| 1972 | ф | Необыкновенный концерт                 | несколько ролей            |
| 1970 | ф | Солдат и ведьма (фильм-спектакль)      | Королева                   |
| 1963 | ф | Короткие истории                       | девушка                    |
| 1961 | ф | 10000 мальчиков                        | Имя персонажа не указано   |
| 1946 | ф | Центр нападения                        | Лена                       |
| 1946 | ф | Каменный цветок                        | Катенька                   |
| 1944 | ф | Зоя                                    | подруга Зои (нет в титрах) |
| 1942 | ф | Клятва Тимура                          | Женя Александрова          |
| 1940 | ф | Тимур и его команда                    | Женя Александрова          |
| 1939 | ф | Личное дело                            | Катя                       |

## Озвучивание мультфильмов
- 1970 — Быль-небылица

## Награды и премии
- заслуженная артистка РФ (1999)